# Cottendorfia
Cottendorfia là một chi thực vật có hoa trong họ Bromeliaceae.